# Jean-Paul de Gua de Malves
Jean Paul de Gua de Malves (Carcasona, 1712-París, 2 de junio de 1786) fue un erudito francés, prior de la abadía de San Jorge de Vigou y uno de los primeros diseñadores de L'Encyclopédie.

## Biografía
Nació en el seno de una familia arruinada por las especulaciones del sistema de Law. Jean Paul de Gua de Malves vivió durante su juventud el fin de la antigua fortuna de su familia y la venta de todas las tierras en Languedoc pertenecientes a su padre, Jean de Gua, barón de Malves. Siendo un noble y sacerdote, de Gua hubiese podido seguir la ruta común y alcanzar las dignidades eclesiásticas. Sin embargo, prefirió el estudio de las ciencias por encima de la fortuna, de modo que partió a Italia, en donde tenía amigos ilustres que no hicieron nada por él.
Regresó a París y se presentó ante el conde de Clermont, quien deseaba fundar una sociedad de las artes, como un hombre que, reuniendo el conocimiento de tanto las ciencias como las artes, honraría aquella sociedad naciente, que no tuvo más que una existencia efímera. En 1741 se dio a conocer por su obra titulada Usos del análisis de Descartes, un tratado de la teoría de las curvas algebraicas realizado con el único motivo de probar que no solamente se podía, dentro de esta teoría, prescindir del cálculo diferencial, sino que también se podían utilizar con una mayor ventaja los métodos de Descartes, donde se encontraban teorías simples y generales, presentadas de una manera nueva, casi siempre entendidas o perfeccionadas y terminadas interesantemente por medio de aproximaciones singulares e inesperadas.
El 18 de marzo de 1741 fue recibido como geómetra adjunto en la Academia de las Ciencias. Al mismo tiempo, presentó a esta Academia unas investigaciones acerca de la geometría de los sólidos. Estos trabajos contenían numerosas propuestas que destacaban ya sea por la elegancia de la forma en que fueron enunciadas o por la dificultad de demostrarlas. Sus investigaciones, que entonces permanecían como manuscritos, formaron parte de las memorias que De Gua publicó al final de su vida. El volumen de 1741 contiene dos de sus trabajos que tratan acerca de la manera de reconocer la naturaleza de las raíces de las ecuaciones. El primero de ellos examina la regla a partir de la cual Descartes determina el número de raíces positivas o negativas de las ecuaciones cuando son todas ellas reales. A esta regla, que había sido disputada y no había sido demostrada todavía, De Gua hizo una demostración general y rigurosa que dio la razón a Descartes. Su segundo trabajo tenía como objetivo crear una regla para aprender a reconocer el número de raíces reales e imaginarias en una ecuación y, de entre las primeras, aquellas que son positivas o negativas. En la regla de Descartes, aplicable solamente a ecuaciones en las que todas las raíces son reales, basta con conocer el signo de los coeficientes de todos los términos de la ecuación. Sin embargo, en la regla de De Gua es necesario resolver una ecuación de grado inmediatamente inferior o, al menos, hacer una serie de operaciones largas y complicadas sobre esa ecuación y sobre unas ecuaciones análogas, todas ellas de grados menores. Al principio de estos trabajos se puede encontrar una historia de la teoría de las ecuaciones, en la que el autor reunió una crítica ilustrada con gran erudición.
El 3 de junio de 1745, De Gua pidió y obtuvo el título de geómetra veterano adjunto en la Academia. En este periodo, durante una acalorada discusión con uno de sus colegas, mostró tal violencia que los miembros de la institución, a pesar de su estima por sus talentos y su carácter, no pudieron evitar desaprobar. Un tiempo más tarde se presentó por una plaza de asociado hasta entonces vacante, que se prefirió otorgar a otro candidato. Esto resultó para De Gua en un relajamiento de los vínculos con una institución a la que había estado ligado con una fuerza tal que entregaba todo su afecto. Esta especie de separación que, sin embargo, no fue absoluta, fue a la vez una pérdida para la ciencia y un problema para De Gua, quien, dominado por su imaginación un poco inclinada a las opiniones extraordinarias, necesitaba del consejo de sus compañeros para evitar que su talento se desviara y lo obligara a seguir las voces a donde podía emplearlo útilmente en favor de su reputación y del progreso de las ciencias. Durante algunos años ocupó la cátedra de Filosofía en el Collège de France.

## Iniciador de la Enciclopedia
Tiempo después, las librerías que tenían el privilegio de poseer la traducción al francés de la Cyclopaedia, or Universal Dictionary of Arts and Sciences de Ephraim Chambers se dirigieron a De Gua para presidir la corrección de las partes defectuosas en la obra original, así como las adiciones que resultaban necesarias acerca de nuevos descubrimientos. Entre este erudito, quien veía en esta obra una tarea útil para el perfeccionamiento del conocimiento humano y la educación pública, y las librerías, quienes no veían en este trabajo más que un negocio, surgieron frecuentes discusiones de las cuales resultó que De Gua, a quien la desgracia había hecho más susceptible y más inflexible, se desencantó de trabajar para la Cyclopaedia. Pero, gracias a que abandonó esa tarea, la cual Diderot tuvo que retomar y terminar, de Gua tuvo tiempo incluso para cambiarla de forma; después de su intervención, el proyecto de L'Encyclopédie ou Dictionnaire raisonné des sciences, des arts et des métiers, surgido a partir de la enciclopedia de Chambers, no era ya una simple traducción aumentada, sino una obra completamente nueva, elaborada sobre un terreno más vasto. En vez de crear un diccionario elemental acerca de las partes más difundidas y más comunes de la ciencia, lo cual era útil en sí mismo, De Gua había empezado a reunir en un depósito común todo aquello que formaba el conjunto del conocimiento de su época. Además, había sabido fomentar el interés en el éxito de su trabajo e invitar a unirse a este a diferentes hombres célebres en las ciencias y las letras: de Fouchy, le Roy, Daubenton, Louis, Condillac, Mably y, sobre todo, D’Alembert y Diderot, quienes debieron sucederlo a la cabeza del proyecto. Si bien De Gua no tomó parte en la realización del proyecto, indudablemente a él le pertenece el mérito de haber tenido la primera idea.

## Un traductor sutil
Por esta época, De Gua se vio obligado a hacer algunas traducciones para solventar sus gastos. Una de ellas fue la de la obra Los tres diálogos de Hylas y Philonus del filósofo irlandés George Berkeley. El objetivo de dicha obra era probar que los razonamientos de los filósofos acerca de la existencia y la naturaleza de las sustancias materiales son vagos y a menudo sin sentido y que el lenguaje científico que ellos emplean los conduce a resultados ininteligibles y contradictorios. Para realizar adecuadamente esta traducción no bastaba la calidad exigida a un traductor ordinario, sino que se necesitaba ser muy diestro en todas las sutilezas de la más abstracta metafísica. Hacía falta, asimismo, conocer todas las finuras filosóficas tanto del inglés como del francés para facilitar la lectura de una obra en la cual el lector es tentado fácilmente de tomar como falsas las verdades que encierra y en la que los razonamientos más correctos parecen sofismas. De Gua mandó grabar en la portada del libro una viñeta muy ingeniosa que mostraba a un filósofo riendo de un niño, el cual, viéndose a su propia imagen en un espejo, la confunde con un objeto real y trata de asirla. Bajo el grabado se incluyó la frase «Quid rides! mutato nomine de te fabula narratur», con la cual el traductor muestra, con una sola imagen, un sistema metafísico entero.

## Proyectos brillantes pero no siempre realizables

### Proyecto de revista científica interdisciplinar
Tiempo después, De Gua trabajó en un proyecto consistente en una colección destinada a publicar periódicamente las obras que los eruditos quisieran incluir y aquellas que el redactor juzgara dignas de aparecer en dicha antología. Este útil proyecto al progreso de la ciencia fue ejecutado, aunque a un nivel menos entendido en Francia e Italia. Entre las ventajas del proyecto de De Gua estaban la difusión más rápida y con mayor alcance de todos los descubrimientos, los ensayos, las opiniones y las observaciones; el proveer a todos los estudiosos la posibilidad, hasta entonces reservada a los miembros de las academias, de publicar sus trabajos en una compilación conocida en todos los países; el ofrecer a la gente joven un medio fácil y rápido para darse a conocer y, a menudo, para conocerse a sí mismos; y el establecer más independencia e igualdad en el mundo científico, disminuyendo para aquellos que comenzaban a trabajar en el ámbito de la ciencia la necesidad de aparecer bajo el auspicio de un nombre ya célebre. No obstante, De Gua, quien creía que todos los conocimientos humanos que se alcanzan a través del razonamiento, el cálculo y la observación, perdiéndose al estar tan separados, de su misma reunión se debe esperar un progreso más extendido y útil, había puesto dentro de su colección a la filosofía abstracta y a la economía política en el rango de ciencias válidas. Leibnitz había seguido los mismos principios cuando trazó el plan de la Academia de Berlín para el primer rey de Prusia. Dichos principios, sin embargo, parecían peligrosos para Francia cuarenta años después, y De Gua, que valoraba sus ideas y que tenía como desgracia, común a todos los hombres de coraje, el necesitar estar convencido para ceder, prefirió abandonar su proyecto antes que eliminar partes que no eran, desde su punto de vista, menos importantes.
Como filósofo se ocupó de proyectos útiles y como geómetra dio muestras de talento original en una pequeña cantidad de obras. A pesar de ello, De Gua atrajo para sí desgracias que, quizás en parte, no había merecido, al creer que aplicar sus talentos y sus muy variados y extensos conocimientos en objetivos útiles al gobierno, basado en una protección muy poderosa procurada por sus amigos, le permitiría avanzar en el camino de la fortuna, el cual estaba hasta entonces cerrado para él. Dado que durante sus primeros años había sido testigo de la opulencia de su familia, cosa que le fascinaba, De Gua debía estar inclinado de manera natural a ver la mediocridad como un mal y a buscar los medios para alcanzar un estado cuyas ventajas lo habían deslumbrado durante su infancia. Es así como se puede explicar, sin lugar a dudas, el que un hombre desinteresado, que sabía soportar las carencias y al cual un espíritu profundo y sutil, capaz de hacer los mayores esfuerzos y con una paciencia incansable le ofrecía tantas ocupaciones atrayentes y gloriosas, pudiera consumir en vano parte de su vida en proyectos cuyo fin era enriquecerse, y que a la larga lo volverían más desdichado. Basta con leer las memorias que encierran sus proyectos para darse cuenta de cuán extraño era para él el arte de tener éxito; en teoría lo conoció, aunque es improbable que jamás haya podido, ni querido practicarlo, al no saber engañar, parecer engañado, esperar ni sufrir.

### Proyecto de explotación de varios ríos del Languedoc
El primer proyecto de De Gua tenía como meta perfeccionar el trabajo de recolección de oro mezclado en la arena de los diferentes ríos de Languedoc y del condado de Foix, así como buscar, tanto en sus lechos como en las campiñas vecinas, los depósitos más ricos que pudieron haberlo formado, o la mina de la cual se desprendió ese metal a lo largo de los siglos. Satisfecho de ver a su proyecto realizado a la mitad, y olvidando que no debía este semiéxito a la convicción ni a la amistad del ministro, sino a la necesidad de aparecer con buenas intenciones frente a él, se encargó imprudentemente de una primera prueba sin tener éxito. De Gua sufrió la caída de un caballo, la cual, después de dejarlo inválido durante varios años, no le permitió moverse sino dolorosamente y no obtuvo finalmente, como recompensa de su celo y su desgracia, otra cosa que reproches.

### Proyecto sobre préstamos
Un proyecto que emprendió a continuación sobre los préstamos en general, y en particular sobre los préstamos por lotería, no tuvo mejor éxito. Este gusto de De Gua por las loterías es tanto más extraño cuanto que estas le habían hecho mucho daño en su juventud, cuando ganó una suma considerable, en una circunstancia en que había intentado este recurso simplemente porque era el único que le quedaba para evitar la desgracia de regresar a su provincia natal y abandonar la capital. Pronto imaginó que sería posible jugar a ese juego con ventaja, a partir de la observación de causas reales de desigualdad, pero demasiado débiles como para que se pudiera determinar su influencia u obtener beneficio de ellas, y terminó por perder mucho dinero. Por añadidura, Gua ignoraba con cuántos hombres interesados en eliminar a un geómetra conocido por su probidad y valor podía encontrarse. Por otra parte, Gua, incapaz de decir lo que no pensaba, empezaba todas sus tesis sobre las loterías admitiendo que son un juego de azar al que se obliga a jugar a toda una nación y un impuesto encubierto.

### Trabajos de probabilidad
Gua abusó varias veces, y siempre en perjuicio propio, de la opinión de que, basándose en la observación de hechos pasados, es posible extraer una ley y predecir acontecimientos futuros con cierta probabilidad. De hecho, llegó a exponer casi como predicciones conjeturas sobre algunos fenómenos meteorológicos; cuando aquellas fallaron, la opinión pública ejerció contra él una rigurosa severidad.
Un costoso pleito absorbía aún la mayor parte de los módicos ingresos de De Gua quien, convencido de la idea de que había sufrido una injusticia en el reparto de los bienes de uno de sus hermanos, quería, vanamente esperanzado, conseguir reparación. Este sentimiento prevaleció sobre los verdaderos intereses de Gua, que se engañaba sobre lo que cuesta defender o recuperar unos bienes de escaso valor, menor de lo que costaría comprarlos, y de que para continuar con un pleito sin arruinarse hace falta ser capaz de prescindir del objeto que se reclama.

## Reconocimiento tardío
En medio de sus desgracias, Gua vivió algunos días de tranquilidad; en 1783, aunque veterano después de treinta y siete años, la Academia lo eligió como uno de los tres candidatos para los puestos de miembro de número. Esta señal de aprecio por parte de una institución que le era muy querida fue para él uno de los acontecimientos más felices de su vida. A pesar de su edad y sus enfermedades retomó en seguida su asistencia a las reuniones, su pasión por la geometría, su celo por las funciones académicas. Esta sensibilidad, tan emocionante para un anciano cuyo talento y pobreza hacían respetable, tuvo su recompensa.
Cuando el 23 de abril de 1785 el rey creó dos nuevas clases en la Academia, Gua fue miembro de número de la de Historia Natural, ciencia que él había cultivado durante mucho tiempo. Pero De Gua no disfrutó mucho tiempo de este privilegio, padeciendo en la propia Academia, a donde hizo que lo llevaran a pesar de su debilidad, los primeros síntomas de la enfermedad que había de llevárselo. También era miembro de la Royal Society de Londres.

## Opiniones
«Gua tenía más talento que flexibilidad, más originalidad que rectitud; prefería en sus opiniones lo que era singular, en sus trabajos lo que se apartaba de los caminos trillados; le apasionaba todo lo que exigiera esfuerzo y paciencia, todo lo que ofreciera dificultades; llevaba esta pasión incluso a sus momentos de descanso, haciendo anagramas muy complicados, y una vez, para responder a un reto, escribió un poema bastante largo en versos de una sola sílaba. Su conversación era más punzante que agradable; prefería discutir a charlar, y solamente podía gustar a aquellos cuyas mentes no se cansaban con razonamientos sutiles ni rechazaban las ideas extraordinarias. Su carácter era franco, incapaz de doblegarse o de sufrir la sombra de una injuria; aun sintiéndose cómodo en ser hiriente, y quizá difícil en el negocio de la vida, era capaz de una amistad verdadera, valiente e inquebrantable. Sus desgracias no habían hecho sino proporcionar grandeza y orgullo a su alma; para merecer su interés era preciso que el principio de este fuese un sentimiento de respeto. Ni siquiera con la ayuda del disimulo que la amistad inventa se atrevían sus amigos a hacerle esos favores que, para vergüenza de quienes pueden ofrecerlos, a menudo permiten humillar a los desafortunados que los reciben; pero su orgullo no era acritud en absoluto, su pobreza no le hacía ver como injusto el que otros, que tenían menos derecho, se adornasen con gracias que él solo hubiese podido pretender en su imaginación. Estaba por encima de la envidia y de la queja. En ocasiones expuso a la gente sus necesidades y méritos con franqueza, pero sin tratar jamás de conmover su sensibilidad hacia su infortunio. Por último, si fue ejemplo del peligro que corren los sabios cuando se entregan a vanos deseos de riqueza y fortuna política, mereció al mismo tiempo ser un modelo para los hombres que, nacidos con grandeza y valor, tienen que hacer frente a la pobreza y el abandono; sufrió con resignación y con dignidad, cualidades que rara vez se unen, porque la resignación resulta difícil para los espíritus fuertes y sensibles.»